# 죽변시외버스정류장
죽변시외버스정류장은 경상북도 울진군 죽변면 죽변중앙로 74번지 (후정리 336-2번지)에 있는 대한민국의 시외버스정류장이다. 예전 매표소 건물에는 죽변버스정류소로 되어 있었으나 현재는 지금의 명칭으로 간판이 변경되었다. 또는 죽변시외버스터미널(竹邊市外버스터미널)이라고 부르기도 한다.
1997년 6월 14일 허가를 받아 현재까지 운영을 하고 있으며, 1일 200여명의 여객 운송을 하고 있다. 근처에 죽변항이 인접해 있어 관광객 이용자들이 많은 편인데 버스 정차지가 협소하여 불편했으나 최근에는 정류장 일대 도로가 왕복 2차선에서 4차선으로 확장된 상태다. 또한 터미널 건물도 2009년 ~ 2011년 사이에 리모델링되었다.

## 운행 노선
| 방면        | 행선지 |
| ----------- | --- |
| 강원권 방면 | 강릉, 근덕, 낙산, 동해, 삼척, 속초, 양양, 임원, 장호, 주문진, 호산                                                                                       |
| 수도권 방면 | 동서울 |
| 영남권 방면 | 강구, 경주, 구산, 기성, 나루끝, 동대구, 도곡, 매화, 병곡, 병원, 부구, 부산, 사동, 송라, 영덕, 영해, 울산, 울진, 월송, 장사, 청하, 평해, 포항, 후포, 흥해 |